# Диалекты азербайджанского языка
Азербайджанский язык делится на две разновидности: северноазербайджанский и южноазербайджанский, а также на большое количество диалектов. Халаджский язык, кашкайское наречие и салчукский язык, по мнению некоторых исследователей, являются отдельными языками, близкими азербайджанскому.
Несмотря на большое число диалектов азербайджанского языка, существенных различий между ними нет. Как правило, носители разных диалектов азербайджанского языка понимают друг друга, проблемы с пониманием могут возникнуть между представителями кавказских и иранских азербайджанцев ввиду того, что некоторые слова иранских диалектов имеют арабское или персидское происхождение и могут быть неизвестны в Азербайджане, где есть синонимы этим словам. Такой эффект возник после разделения языковых общин в 1828 году.

## Классификация диалектов
Разговорный азербайджанский язык представлен множеством диалектов и говоров, которые объединяются в следующие группы: 1) восточная (губинский, дербентский, бакинский, шемахинский диалекты, муганский и ленкоранский говоры); 2) западная (газахский, карабахский, ганджинский диалекты и айрумский говор); 3) северная (шекинский диалект и закатало-гахский говор); 4) южная (ереванский, нахичеванский, ордубадский, тебризский диалекты). На диалекты восточной и северной групп сильное влияние оказал кыпчакский ареал.
Диалекты азербайджанского языка можно классифицировать по географическому принципу. На территории Исламской Республики Иран, Турции, Ирака, Российской Федерации (Дагестан), Грузии и других государств имеются наречия, которые относятся к диалектам азербайджанского языка. К примеру, афшарский, кашкайский, айналлу, баятский, шахсевенский, каджарский диалекты и говоры иракских туркоман. Диалекты азербайджанского языка отличаются друг от друга лишь в плане фонетики и лексики.

## Список диалектов и говоров
Следующий перечень отражает лишь одну из нескольких точек зрения по диалектологии Азербайджана. Некоторые диалекты могут быть разновидностями других.
- Агабабинский говор (Амасийский район, Армения; Карс, Турция)
- Айналлу (Фарс, Иран)
- Айрумский говор (Кедабек, Дашкесан, Гёйгёль, Кельбаджар, Газах, Агстафа, Товуз, Азербайджан; Ноемберян, Иджеван, Чамбарак, Армения)[6][9]
- Ардебильский диалект (Ардебиль, Иран)
- Афшарский диалект (Керман, Хорасан, Иран; Кабул, Афганистан)
- Бакинский диалект (Баку, Апшерон, Азербайджан)
- Борчалинский диалект (Болниси, Гардабани, Грузия)
- Газахский диалект (Газах, Агстафа, Товуз, Азербайджан; Дманиси, Марнеули, Грузия)
- Галугяхский диалект (Мазендаран, Иран)
- Гёйчайские говоры (Гёйчай, Азербайджан)
- Гобустанский говор (Гобустан, Азербайджан)
- Гянджинский говор (Гянджа, Азербайджан)
- Дербентский диалект (Дербент, Россия)[10]
- Дерегёзский диалект (Северный Хорасан, Иран)[4]
- Ереванский говор (Ереван, Армения)[6]
- Загатало-гахский говор (Загатал, Гах, Балакен, Азербайджан)
- Зенджанский диалект (Зенджан, Иран)
- Казвинский диалект (Казвин, Иран)
- Карабахский диалект (Карабах, центр Азербайджана)[11]
- Карадагский диалект (Карадаг, Иран)
- Карапапахский диалект (Сулдуз, Иран)
- Кашкайское наречье (спорно) (Фарс, Иран)
- Киркукский диалект[источник не указан 881 день] (Киркук, Ирак)
- Кушчинский диалект (Центральный остан, Иран)
- Ленкоранский говор (Ленкорань, Азербайджан)
- Люфтбадский диалект (Северный Хорасан, Иран)[4]
- Марагинский диалект (Марага, Иран)
- Мерендский диалект (Меренд, Иран)
- Миянский диалект (Мияна, Иран)
- Муганские говоры (Мугань, Азербайджан)
- Нахичеванский диалект (Нахичевань, Азербайджан)
- Нижнекатрухский диалект (Нижний Катрух, Россия)
- Огузский говор (Огуз, Азербайджан)
- Ордубадский диалект (Ордубад, Азербайджан)
- Сальянский диалект (Сальян, Азербайджан)
- Серабский диалект (Сераб, Иран)
- Сонкорский диалект (Сонкор, Иран)
- Тебризский диалект (Тебриз, Иран)
- Туркманчайский диалект (Туркменчай, Иран)
- Терекеменский диалект (Дербентский район, Россия)
- Урмийский диалект (Урмия, Иран)
- Урьятепинский диалект (Урьятепе, Иран)
- Халаджский диалект (спорно) (Хамадан, Тегеран, Иран)
- Хойский диалект (Хой, Иран)
- Хорасанский диалект (Северный Хорасан, Хорасан-Резави, Голестан, Иран)
- Шамкирский говор (Шамкир, Товуз, Азербайджан)
- Шекинский диалект (Шеки, Азербайджан)
- Шемахинский диалект (Шемахы, Азербайджан)

## История изучения
Первой крупной научной работой, изучающим диалекты азербайджанского языка стал труд Мирза Кязым-бека «Общая грамматика турецко-татарского языка» (1839). Был проведён сравнительный анализ азербайджанских наречий восточного Закавказья и Иранского Азербайджана.
С начала XX века азербайджанские и зарубежные авторы занимались изучением диалектов и говоров азербайджанского языка. В 1903—1904 годах основатель иранской тюркологии Карл Фой провёл исследование диалектов Иранского Азербайджана и выпустил статью «Azerbajganische Studien mit einer Charakteristik des Südtürkischen» в двух частях. Он писал о распространении азербайджанского языка вплоть до Эрзерума. В 1921 году французский востоковед Хельмут Риттер написал статью «Azerbeidschanische Texte zur nordpersischen Volkskunde» о диалектах Иранского Азербайджана. В середине 1920-х годов член-корреспондент Академии наук СССР Н. И. Ашмарин, приглашенный в Азербайджанский государственный университет, а также в «Общество изучения Азербайджана», составил программу и инструкцию по сбору материалов для словаря диалектов и говоров азербайджанского языка. По этой программе и инструкции до 1930 года было собрано около 60 000 слов. На основе этих материалов были изданы две части «Словаря азербайджанско-тюркских народных говоров», в 1930 году (буква «А») и в 1931 году (буква «Б»). После нескольких поездок в Шекинский район для сбора сведений по шекинскому диалекту, в 1926 году Ашмарин выпустил труд «Общий обзор народных тюркских говоров гор. Нухи». Она стала образцом для всех последующих монографических исследований азербайджанских диалектов. В том же году обществом обследования и изучения Азербайджана была издана работа И. Гасанова «Склонение имён существительных (без притяжательных аффиксов в говоре, употребляемом коренным населением Гянджи)».
Начиная с 1933 года, Азербайджанский филиал Академии наук СССР организует диалектологические экспедиции для изучения шемахинского и губинского диалектов (1933—1934) и загатало-гахского говора (1935). Важное значение имела экспедиция, проведённая под руководством А. Бабазаде, с целью всестороннего изучения айрумского говора. А. Бабазаде в течение нескольких лет обследовал говоры айрумов, живущих в Азербайджане и в Армении, но преждевременная смерть не дала ему закончить эту работу. Джейхун Гаджибейли выпустил в 1933 году в Париже книгу «Le dialect et le folk-lore du Karabagh» о диалекте и фольклор Карабаха. В 1935 году польский тюрколог Серая Шапшал, после проведения исследования в Южном Азербайджане, издал книгу «Próby literatury ludowej Turków z Azerbajdżanu perskiego» о диалектах и фольклоре азербайджанского языка. В 1938—1940 годах был собран обширный материал по бакинскому диалекту, на основе которого написана монография, изданная в 1949 года. В связи с открытием Академии наук Азербайджанской ССР и организацией в ней самостоятельного Института языка, с 1945 года отделом диалектологии этого института ежегодно проводились диалектологические экспедиции в различные районы Азербайджанской ССР. В 1945 года первая диалектологическая экспедиция Института была в Загатальский и Гахский районы с целью изучения загатало-гахского говора. О результатах экспедиции сообщено в статье, напечатанной в отчетах экспедиций АН Азербайджанской ССР. С 1946 по 1950 годы работа по изучению диалектов и говоров азербайджанского языка велась в трёх учреждениях: в Академии наук Азербайджанской ССР, в университете и пединституте. Институтом языка АН Азербайджанской ССР были обследованы говоры Сабирабадского, Алибайрамлинского, Сальянского и Пушкинского районов. Результаты обследования были опубликованы в монографии «Говоры муганской группы».
Университет исследовал говоры Шемахинского, Ахсуйского, Маразинского, Исмаиллинского, Гёйчайского, Варташенского, Куткашенского районов. В 1950—1956 годах диалектологическая экспедиция Института литературы и языка обследовала диалекты и говоры Нахичеванской АССР. Результаты работы этой экспедиции нашли отражение в монографии «Азәрбајҹан дилинин Нахчыван групу диалект вә шивәләри». В 1956 году французский востоковед Винсент Монтейль также выпустил статью «Sur le dialecte turc de l’Azerbâydjân iranien» о диалектах Иранского Азербайджана. Венгерский тюрколог Лайош Лигети в 1957 году написал статью о диалекте афшаров Афганистана «Sur langue des Afchars d’Afghanistan». В 1956—1958 годах диалектологические экспедиции Института литературы и языка изучали говоры Агстафинского, Газахского, Товузского районов Азербайджанской ССР и Марнеульского (Борчалинского) района Грузинской ССР. Об этих говорах и диалектах вышла монография в 1967 году «Азәрбајҹан дилинин гәрб групу диалект вә шивәләри».
Диалекты и говоры азербайджанского языка изучались также отдельными сотрудниками Института литературы и языка и вузов Азербайджана. В разное время составлялись учебники и учебные пособия по азербайджанской диалектологии. В конце 1960-х годов было полностью завершено монографическое изучение всех четырех групп диалектов и говоров (восточной, западной, северной, южной), а также переходных идиомов. Сопоставление и сравнение особенностей указанных диалектных групп позволили дать обобщённую характеристику диалектов и говоров азербайджанского языка. Института языкознания, начиная с 1976 года включились в сбор материалов по диалектам и говорам азербайджанского языка за пределами Азербайджанской ССР. Второе направление в исследовании азербайджанских диалектов — лингвистическая география, методы которой впервые широко применили ученые республики. На основании составленной программы сотрудники отдела диалектологии Института языкознания с 1958 года вели сбор материалов для диалектологического атласа азербайджанского языка. Так как восточная группа диалектов и говоров азербайджанского языка в конце 50-х годов была наиболее изученной, было запланировано составить в первую очередь диалектологический атлас этой группы. С 1958 по 1965 года были учтены диалектные различия в области фонетики, грамматики и лексики восточной группы и составлено 50 карт. В 1964 году азербайджанские диалектологи подготовили и издали однотомный «Диалектологический словарь азербайджанского языка», на базе которого был создан трехтомный диалектологический словарь. Учёные из Гёттингенского университета в Иране в 1973 году провели экспедицию, она выявила новые диалекты азербайджанского языка. Первый — диалект Галугяха, на котором говорят на юго-восточном побережье Каспийского моря. Некоторое время казалось, что он является наиболее восточным диалектом азербайджанского. Однако позднее более детальное изучение показало существования азербайджанских диалектов в Северном Хорасане, а именно — в Дярягёзе и Лютфабаде.
В конце XX — начале XXI веков был издан «Азербайджанский диалектологический словарь». Словарь включал в себя наречия Зангибасара, Шарура, Ярдымлы, Тебриза, Кубатлы, Лачина, Кельбаджара, Балакана, Каха, Закаталы и другие. В 1990 году впервые был издан «Диалектологический атлас азербайджанского языка». В атласе были собраны названия более 409 населенных пунктов. В 2014 году в Азербайджане был издан Атлас диалектов азербайджанского языка. В Атласе содержится информация о диалектах азербайджанцев, проживающих на территории Азербайджана, Иранского Азербайджана, Грузии и Дербента (Российская Федерация).

### Книги

#### На русском
- Ширалиев М. Диалекты и говоры азербайджанского языка. — Баку: Элм, 1983. — С. 197.

#### На азербайджанском
- Һүсейнов А. Азәрбайҹан диалектолоҝиясы (азерб.). — Баку: В. И. Ленин адына АПИ-нин нәшрийяты, 1958. — С. 128.
- Məmmədli M. Ə. Azərbaycan dialektologiyası (азерб.) / Elmi redaktor: Məmmədəli Qıpçaq. — Bakı: Zərdabi Nəşr, 2019. — 352 с.
- Bayramov İ. M. Azərbaycan dialektologiyası / Mahirə Hüseynova. — Ankara: İksad, 2022. — 452 с. — ISBN 978-625-8377-30-9.

### Диссертации
- Азизов Э. И. Историческая диалектология азербайджанского языка. — Баку: Министерство народного образования Азербайджанской ССР, 1990. — 386 с.

### Статьи
- Ширалиев М. А. Изучение диалектов азербайджанского языка // Известия Академии наук Союза СССР. Отделение литературы и языка : журнал. — 1947. — Сентябрь (т. VII, № 5). — С. 431—436.
- Ширалиев М. Ш. О диалектной основе азербайджанского национального литературного языка // Вопросы диалектологии тюркских языков. — Баку, 1958. — Т. I. — С. 11—21.
- Ширалиев М. Ш. Вопросы азербайджанской диалектологии // XXV Международный конгресс востоковедов : доклад. — М., 1960. — С. 1—9.
- Ширалиев М. Ш. О проблеме языка и диалекта (рус.) // Вопросы диалектологии тюркских языков,. — Баку, 1963. — Т. III. — С. 34—40.
- Ширалиев М. Ш. Диалекты и говоры азербайджанского языка // Диалекты тюркских языков: очерки. — М.: Восточная литература, 2010. — С. 35—81. — ISBN 978-5-02-036421-9.